# مؤسسه فیزیک و فناوری مسکو
مؤسسه فیزیک و فناوری مسکو (MIPT؛ روسی: Московский физико-технический институт) که با نام PhysTech نیز شناخته می‌شود، یک دانشگاه تحقیقاتی دولتی در استان مسکو روسیه است. این دانشگاه در زمینه فیزیک نظری و کاربردی، ریاضیات کاربردی و رشته‌های مرتبط متخصص تربیت می‌کند.
پردیس اصلی MIPT در دولگوپرودنی، حومه شمالی مسکو واقع شده است. با این حال دپارتمان مکانیک هوافضا در ژوکوفسکی، ناحیه‌ای در جنوب شرقی مسکو، مستقر است.